# Petrit Dibra
Petrit Dibra (né le 15 septembre 1953 à Tirana en Albanie) est un joueur de football albanais, qui évoluait au poste d'attaquant.

## Palmarès
17 Nëntori Tirana
- Championnat d'Albanie :
  - Vice-champion : 1971-72, 1975-76, 1978-79 et 1979-80.
  - Meilleur buteur : 1978-79 (14 buts)[1].

- Coupe d'Albanie (2) :
  - Vainqueur : 1975-76 et 1976-77.